# حرات الشام
حرات الشام (به عربی: حرة الحرة) یک میدان آتشفشانی در اردن است. حرات الشام --> متر بالاتر از سطح دریا واقع شده‌است.